# Tomilho
O tomilho (Thymus vulgaris) trata-se de um subarbusto aromático cultivado do Oeste da Europa ao Sudeste da Itália. Seu nome vem do grego, em que Thymus significa "oferecer através da queima" e vulgaris "de presença frequente". Essa planta também é um importante condimento na culinária e apresenta grande potencial farmacológico, já que seus óleos essenciais são ricos em substâncias com atividades antissépticas, antioxidantes, anti-inflamatórias, antitumorais, estimulantes, entre outras propriedades. 
Seu uso mais antigo data de um papiro, o qual evidencia que os egípcios o usavam como medicamento e até como um método para embalsamar as múmias, evidenciando suas propriedades de conservação.
Ha também registros de seu uso pelos romanos, os quais realizavam banhos de imersão para trazer vigor, queimavam ramos em suas tradições e produziam queijos e bebidas alcoólicas à base da erva.
A nível apícular também é uma planta bastante utilizada. O mel de tomilho conserva um aroma muito intenso e possui um sabor de mentol e hortelã marcantes.
Em geral, essa planta pode ser utilizada de diferentes formas, tais como: 
1. Fitoterapia, são utilizadas as partes aéreas para a sua produção, sendo que essa planta tem propriedades antissépticas, tônicas, antiespasmódicas, expectorantes e vermífugas.
2. Já em infusão, é usado no combate a infecções de garganta, pulmonares, asma e febre dos fenos, já que apresenta ação revigorante e tônica, sendo essencialmente utilizada como remédio respiratório, além de também poder ser utilizada na eliminação de parasitas.
3. Externamente, alivia picadas, dores reumáticas e infecções fúngicas.

Vale citar que uma investigação feita na Universidade de Leeds, na Inglaterra, comprovou que o tomilho destrói a acne de forma mais eficaz do que alguns produtos, inclusive os que precisam de receita médica.

## História
O tomilho selvagem cresce no Levante, onde poderá ter sido cultivado pela primeira vez. Os antigos egípcios utilizavam o tomilho comum (Thymus vulgaris) para embalsamar, os antigos gregos utilizavam-no nos seus banhos e queimavam-no como incenso nos seus templos, acreditando que era uma fonte de coragem.
Pensa-se que a difusão do tomilho na Europa se deve aos romanos, que o utilizavam para purificar os seus aposentos e para “dar um sabor aromático aos queijos e licores”. Na Idade Média europeia, a erva era colocada debaixo das almofadas para ajudar a dormir e afastar os pesadelos. Nesta época, as mulheres também ofereciam frequentemente aos cavaleiros e guerreiros presentes que incluíam folhas de tomilho, pois acreditava-se que dava coragem ao portador. O tomilho era também utilizado como incenso e colocado nos caixões durante os funerais, pois era suposto assegurar a passagem para a próxima vida.
O nome do gênero de peixe Thymallus, dado pela primeira vez ao peixe arctic grayling (T. thymallus, descrito na edição de 1758 do Systema Naturae pelo zoólogo sueco Carl Linnaeus), tem origem no leve odor a tomilho que emana da carne.

## Taxonomia
O tomilho pertence à família Lamiaceae e seu gênero é Thymus, assim seu nome cientifico é Thymus vulgaris. Essa planta é um subarbusto perene de caule lenhoso, ereto, originada do mediterrâneo, em fase adulta sua altura pode chegar à 25 cm, suas folhas são pequenas e lanceoladas, dispostas em forma de cruz no caule, além disso, suas flores são rosas ou esbranquiçadas. A presença do timol nessa planta da sua principal característica, o aroma desprendido 

## Cultivo
Essa planta requer pouco cuidado e prefere terrenos secos. A melhor época para plantação é na primavera, já que o seu período de floração é de junho a julho. Desse modo, o tomilho gosta de sol e resiste muito bem a tempo seco, tendo seu ciclo de vida gerando em torno de 10 a 15 anos. Entretanto, é necessário o cuidado quanto ao excesso de água, pois pode causar queimadura nas folhas de baixo acarretando a morte da planta.

## Metabolismo secundário
O metabolismo secundário das plantas consiste em moléculas não essenciais para as atividades básicas nas células, contudo desempenham um papel relevante na defesa, nas interações benéficas e modulação frente ao estresse abiótico. Essas substâncias são altamente específicas de cada grupo ou espécie e são amplamente buscadas, estudadas pelos seus efeitos farmacológicos no organismo, mostrando que são substâncias interessantes para a planta e uso humano. A partir disso, levando em consideração o tomilho, pode-se notar que este possui vários grupos com essas propriedades, fazendo-se necessário seu estudo. 
- Compostos fenólicos: são produzidos em resposta ao estresse causado aos frutos, atuando como agentes de defesa, o que confere a esse grupo coloração, sabor, aroma e adstringência diversos.

- Flavonóides: são uma classe de compostos fenólicos, que atuam na polinização, proteção contra insetos, fungos e raios ultravioleta.

- Polifenóis: trata-se também de um mecanismo de defesa contra os predadores que buscam suas frutas, folhas e sementes antes do amadurecimento completo. A planta libera substâncias que provocam uma sensação de ressecamento na boca.

- Terpenos: atuam na proteção contra herbivoria e outros patógenos, auxilia na competição entre as plantas e até mesmo na polinização e dispersão.

## Princípios ativos
Princípio ativo trata-se de substâncias que possuem efeito farmacológico no organismo, podendo ser encontrado em medicamentos, alimentos ou plantas. No caso do tomilho, esses fármacos podem ser extraídos de suas partes aéreas, como as sumidades floridas e as folhas. A retirada desses produtos ocorre através de vários processos, podendo citar a destilação a vapor das folhas e a colheita das sumidades floridas. Sendo assim, de forma breve, é necessário exemplificar sobre esses princípios ativos, trazendo também sua indicação terapêutica, o que mostra as várias possibilidades de seu uso. 
Alguns dos compostos fenólicos encontrados no tomilho são os ácidos cafeicos e rosmarínicos, que contêm efeitos tônicos, estimulantes, antiespasmódicos, antissépticos, antifúngicos e expectorante. Já os flavonóides presentes nessa planta são a apigenina, naringenina, luteolina e timonina, as quais possuem propriedades antioxidantes, antitumorais e anti-inflamatórias. Vale citar o tanino – substância também presente no vinho – que trata-se de um polifenol com ação anti-inflamatória e antioxidante, sendo útil para o prevenir doenças inflamatórias e infecções de diversos tipos. Por fim, há os terpenos apresentando propriedades antimicrobianas e inseticidas, sendo um exemplo desse grupo o timol.
Agora no âmbito farmacêutico, há também várias vantagens na extração desses metabólitos do tomilho, já que possui amplo uso terapêutico e culinário. Assim, a seguir é possível observar alguns desses fármacos que são atualmente usados em óleos essenciais, cápsulas e outros produtos. 
- ÁCIDO ROSMARÍNICO:

O ácido rosmarínico (AR) é um metabólito secundário, encontrado no tomilho, que faz parte do grupo dos compostos fenólicos e é oriundo da esterificação do ácido cafeico e do ácido lático 3,4 dihidroxifenil. Seu nome vem da planta Rosmarinus officinalis, onde foi primeiramente isolado. 
Essa substância possui diversas propriedades farmacológicos relevantes, tais como antioxidante, antialérgica, anticancerígena, antimicrobiana, neuroprotetora, hepatoprotetora, entre outras.
Pesquisas realizadas na UFPB mostram que há um efeito gastropreotetor incrível. Quando testado em modelos de indução aguda de úlcera em camundongos é observável a diminuição da lesão, mostrando sua atividade gastroprotetora. 
- ÁCIDO CAFEICO:

O ácido cafeico é um importante composto fenólico com proriedades biológicas relevantes, sendo algumas delas: antioxidante, neuroprotetora, anti-inflamatória, antiproliferativa, antibacteriana, antiviral, antiaterosclerótica e anticancerígena. Esse composto é encontrado no grãos de café, mas também é um metabólito secundário do tomilho. Estudos realizados na UFSM, em ratos, envolvendo a ação desse ácido com enzimas purinérgicas e acetilcolinesterases mostra que sua atividade tem efeito no Sistema Nervoso, possuindo um potencial terapêutico contra doenças imunes, vasculares e neurológicas relacionadas com o sistema colinérgico e purinérgico. 
- APIGENINA:

A apigenina é uma flavona – subgrupo dos flavonóides – normalmente usada como corante para tecidos. Além disso, é um importante metabólito secundário para o tomilho, atuando na defesa, proteção e atração de polinizadores. Entretanto, também foi objeto de estudo sua atividade na prevenção contra o câncer, isso devido a sua eficácia em induzir a apoptose de células cancerígenas. 
- LUTEOLINA:

A luteolina é um dos principais bioflavonóides cítricos, sendo encontrada em abundância em várias plantas, incluindo o tomilho. Esse composto é um excelente antioxidante e anticancerígeno também, já que seu mecanismo de ação consiste na captura das espécies reativas de oxigênio (ROS), as quais quando em excesso resultam em estresse oxidativo, danos ao DNA e proteínas envolvidas no câncer. 
- NARINGENINA:

A naringenina faz parte do grupo dos polifénois e é encontrada principalmente em cítricos, porém também está presente no tomilho. Assim como os outros flavonas, apresenta grande ação antioxidante e anti-inflamatória. Vale citar que assim como a luteolina, o seu mecanismo de ação atua na inibição do fator nuclear NFkβ, que auxilia na regulação de diferentes vias sinalizadoras, as quais estão envolvidas na patogênese da obesidade e em síndromes metabólicas. 
* Pode-se ressaltar, que há outros flavonóides no tomilho, sendo uma característica geral deles a atividade antioxidante, antitumoral e anti-inflamatória. 
- TIMOL:

O timol e seu isômero carvacrol são do grupo dos terpenos e estão presentes nos óleos essenciais de algumas plantas, incluindo o tomilho. A partir de estudos realizados por cientistas da Embrapa Meio Ambiente e bolsista da Faculdade de Jaguariúna, pode-se observar que os óleos essenciais do tomilho são uma alternativa viável de sintéticos frente a Salmonella typhimurium e Staphylococcus aureus, devido a sua atividade inibitória contra esses patógenos. Além disso, o timol possui efeitos anestésicos locais – sendo comparado até com a lidocaína – e antissépticos – estando presente no enxaguante bucal Listerine.

## Culinária
O tomilho é um tempero que possui um sabor terroso, doce e mentolado, devido ao seu excelente poder de combinação com outros temperos é muito utilizado na gastronomia, como por exemplo o clássico tempero da culinária francesa bouquet garni, que é feito combinando o tomilho com o talo da salsa e loro por meio de uma simples amarração com um barbante. Essa iguaria é comumente associada ao azeite ou vinho, sendo então, utilizada no preparo de carne bovina, peixe, frango e vegetais, como no preparo do ratatouille, estando presente em sua receita original. 
A forma como é utilizado modifica a intensidade do seu sabor, desse modo, para um sabor mais sutil utilize o ramo inteiro e se quiser um sabor mais marcante retire e coloque apenas as suas folhas. Para desfrutar melhor do seu sabor dê preferência para o tomilho fresco.  
Além de adicionar sabor às receitas, o tomilho pode ser utilizado de forma medicinal por meio do seu chá, para isso é necessário realizar a sua infusão em água fervente. Esse chá possui propriedades antissépticas, ação sedativa, bactericida, sendo então utilizado como ingrediente de chás de imunidade, além disso, pode ser utilizado de forma externa para o tratamento de acnes e queda de cabelo.